# 吉洛·彭特科沃

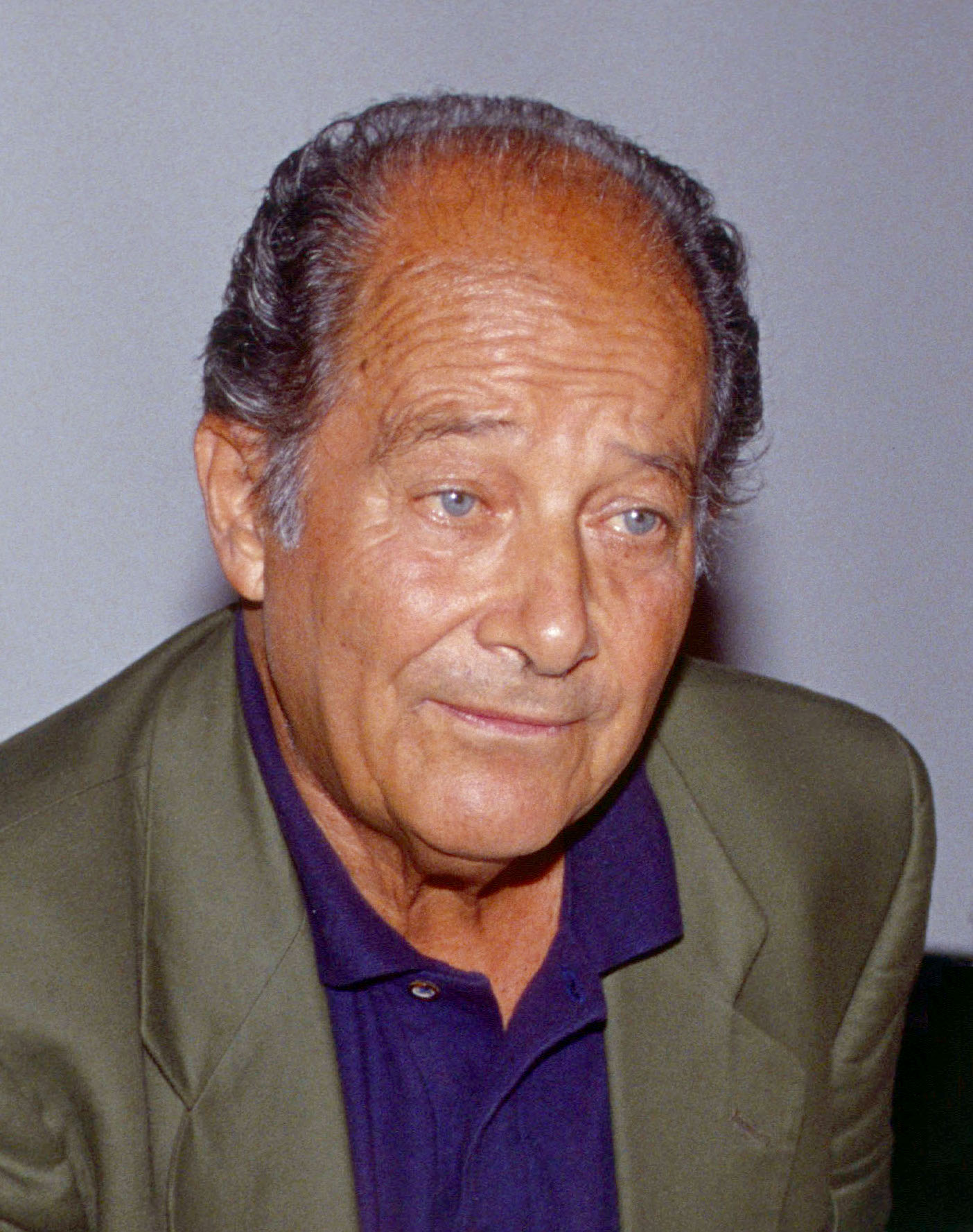
吉洛·彭特科沃

吉洛·彭特科沃（1919年11月19日-2006年10月12日）是一位意大利電影製作人，是戰爭片阿爾及爾之戰的導演。该片獲得第27屆威尼斯影展金獅獎，他也因而得到奥斯卡最佳导演奖和奥斯卡最佳原创剧本奖提名。政治上他是左派以及同情共產主義。